# オーブリー・ボークラーク (第7代セント・オールバンズ公爵)
第7代セント・オールバンズ公爵オーブリー・ボークラーク（英語: Aubrey Beauclerk, 7th Duke of St Albans、1815年4月7日 – 1816年2月19日）は、イギリスの貴族。

## 生涯
第6代セント・オールバンズ公爵オーブリー・ボークラークと2人目の妻ルイーサ・グレース・マナーズの一人息子として、1815年4月7日に生まれた。5月22日、聖メリルボーン教区教会で洗礼を受けた。
1815年8月12日に父が死去すると、セント・オールバンズ公爵の爵位を継承した。
1816年2月19日に死去、ハンワースで埋葬された。第7代セント・オールバンズ公爵の死から数時間後、母のルイーサ・グレース・マナーズが死去した。叔父ウィリアムが爵位を継承した。